# George Koval
George Koval (Russisch: Жорж (Георгий) Абрамович Коваль, Zjorzj (Georgi) Abramovitsj Koval) (Sioux City (Iowa), 25 december 1913 - Moskou, 31 januari 2006) was een voor de Sovjet-Unie werkend geheim agent, die onder de schuilnaam 'Delmar' actief was, en door zijn spionage de Sovjet-Unie in belangrijke mate heeft geholpen bij de ontwikkeling van kernwapens.
Koval stierf in januari 2006 op 92-jarige leeftijd. In november 2007 werd hem postuum de titel van Held van de Russische Federatie verleend.

## Familie
Zijn ouders waren Joden uit het gebied van het huidige Wit-Rusland. Vader Koval emigreerde aan het begin van de 20e eeuw naar de Verenigde Staten en liet later zijn verloofde overkomen. Zij zouden drie kinderen krijgen, van wie de in 1913 geboren George de tweede was.
De moeder van George Koval had in haar land van oorsprong een grote sympathie opgevat voor het bolsjevisme.
In 1931 verhuisde de familie naar de Sovjet-Unie, waar zij zich vestigden in het 'Sovjet-Israël', de Joodse Autonome Oblast in het Russische Verre Oosten.

## George Kovals eerste verblijf in de Sovjet-Unie
Aanvankelijk werkte George daar in een houtverwerkingsfabriek. Twee jaar later ging hij aan de Staatsuniversiteit van Moskou technische scheikunde studeren. In 1939 voltooide hij zijn studie en trad hij in het huwelijk.
Hij werd opgeroepen voor dienst in het leger, maar kreeg uitstel van dienstplicht voor zijn postdoctorale studie.

## Delmar
Kort daarop liet hij zich rekruteren door de Sovjet-geheime dienst NKVD. De militaire tak daarvan, de GRU, zond hem enkele jaren later terug naar de Verenigde Staten, om daar spionagewerk te bedrijven. Zijn codenaam als spion was 'Delmar'.
In september 1942 was in de Verenigde Staten het Manhattanproject van start gegaan, dat de ontwikkeling van een atoombom tot doel had. Aanvankelijk was 'Delmar' niet in staat om voor zijn opdrachtgevers nuttige informatie hierover te verstrekken. In 1943 werd hij als Amerikaans staatsburger in dienst geroepen. Met een vervalst Amerikaans diploma, slaagde hij erin om tijdens zijn dienstplicht nog een aanvullende technische studie over de technieken voor het hanteren van radioactieve stoffen te mogen volgen aan het City College van Manhattan.
Hij wekte geen verdenking omdat hij in zijn jeugd accentloos Amerikaans Engels had leren spreken, zich op ontspannen wijze als een Amerikaan gedroeg en, bijvoorbeeld, een enthousiast baseballspeler was.
In 1944 kreeg Delmar zijn grote kans. Hij kreeg een militaire functie aan het onderzoekscentrum voor kernenergie te Oak Ridge (Tennessee), waar belangrijk onderzoekswerk werd gedaan voor het Manhattanproject. Daar had hij toegang tot belangrijke onderzoeksrapporten.
Toen de Verenigde Staten in augustus 1945 twee kernbommen afwierp boven Hiroshima en Nagasaki, gaf Stalin zijn geleerden opdracht om onmiddellijk te beginnen met de ontwikkeling van een Russische kernbom. De werkzaamheden hiervoor werden aanmerkelijk bespoedigd door de informatie die 'Delmar' aan de GRU had verstrekt.
Na de Japanse capitulatie werd Koval gedemobiliseerd en er werd hem een andere functie aangeboden, die hij evenwel afwees.
Inmiddels was er een andere Sovjet-agent, Goezenko, naar de Amerikanen overgelopen en die deelde de CIA mede dat de Russen door spionage veel gegevens over de atoombom hadden vergaard. De veiligheidsvoorzieningen in Oak Ridge en andere onderzoekcentra werden toen aanmerkelijk verscherpt. 'Delmar' was bang dat het nu niet lang meer zou duren voordat hij zou worden ontmaskerd. De GRU besloot hem toen - in 1948 - naar de Sovjet-Unie terug te roepen.

## De latere jaren van George Koval
Al vrij spoedig na zijn terugkeer kon Koval zien dat zijn spionagewerkzaamheden buitengewoon succesvol waren geweest. Op 29 augustus 1949 liet de Sovjet-Unie haar eerste kernwapen exploderen.
George Koval kreeg via zijn GRU-contact een baan als laboratorium-assistent en wist zich na verloop van tijd op te werken tot
professor in de chemie aan de Staatsuniversiteit van Moskou, maar werd vaak uitgelachen door zijn studenten vanwege zijn Engelse accent bij het uitspreken van technische termen. Hij leidde verder een heel rustig en teruggetrokken bestaan. In een interview verklaarde hij later dat hij teleurgesteld was geen onderscheiding te hebben gekregen voor zijn verdienste, maar ook dat hij allang blij was dat hij niet in de Goelag was beland, zoals zovele van zijn tijdgenoten. Hij overleed op 92-jarige leeftijd.
Na zijn vertrek naar de Sovjet-Unie begreep de Amerikaanse geheime dienst wel dat George Koval de 'superspion' was geweest, die de Russen zoveel nucleaire gegevens had verstrekt. Om prestige redenen wilde men dat echter niet aan de grote klok hangen. Het is pas de recente postume verlening van een onderscheiding, die de identiteit en de activiteiten van 'Delmar' in de openbaarheid heeft gebracht.